# أبو القاسم الصيمري
الشيخ الصَّيْمَرِيُّ أبو القاسم (؟ - 386هـ، ؟ - 996م). هو شيخ شافعي المذهب اسمه عبد الواحد بن الحسين بن محمد الصيمري. ينسب إلى صيمرة وهو موضع على نهر من أنهار البصرة هو نهر معقل.

## مسكنه وطلبه للعلم وأبرز شيوخه
لقد سكن البصرة، وتفقه على كبار علماء العراق في عصره كأبي حامد المروزي، وأبي الفياض، ومن أبرز من أخذ عنه العلم الماوردي.

## مكانته العلمية
كان يعد حافظاً للمذهب الشافعي محيطاً بدقائقه.

## مؤلفاته
له مؤلفات في أصول الفقه، وفي الفقه منها
كتاب القياس والعلل
الإيضاح، ويقع في سبعة مجلدات
وكتاب في الشروط
وكتاب في أدب المفتي والمستفتي
وكتاب الكفاية

## مكان وفاته
توفي بالبصرة